# Arbeitsrat für Kunst

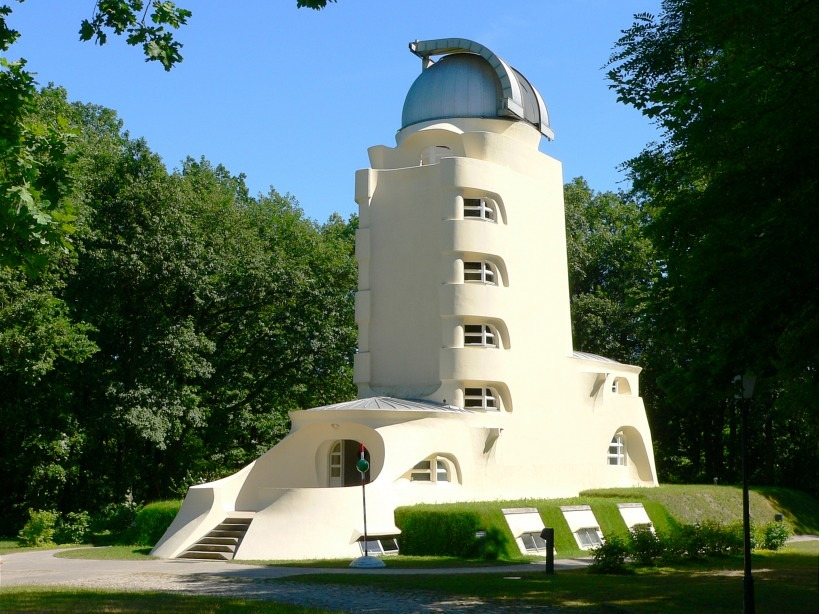
Torre Einstein (1919-22), de Erich Mendelsohn, Potsdam.

Arbeitsrat für Kunst (en alemán, 'Consejo de trabajadores del arte') fue un movimiento arquitectónico ligado al expresionismo, fundado en 1918 en Berlín por el arquitecto Bruno Taut y el crítico Adolf Behne. Surgido tras el fin de la Primera Guerra Mundial, su objetivo era la creación de un grupo de artistas que pudiese influir en el nuevo gobierno alemán, con vistas a la regeneración de la arquitectura nacional, con un claro componente utópico. Sus obras destacan por el uso del vidrio y el acero, así como por las formas imaginativas y cargadas de un intenso misticismo. Enseguida captaron miembros provenientes de la Deutscher Werkbund, como Walter Gropius, Erich Mendelsohn, Otto Bartning y Ludwig Hilberseimer, y contaron con la colaboración de otros artistas, como los pintores Lyonel Feininger, Erich Heckel, Karl Schmidt-Rottluff, Emil Nolde y Max Pechstein, y los escultores Georg Kolbe, Rudolf Belling y Gerhard Marcks. Esta variedad se explica porque las aspiraciones del grupo eran más políticas que artísticas, pretendiendo influir en las decisiones del nuevo gobierno en torno al arte y la arquitectura. Sin embargo, tras los sucesos de enero de 1919 relacionados con la Liga Espartaquista, cuyos líderes serían asesinados en el llamado "Terror blanco" por el partido de Eberth y sus aliados, el grupo renunció a sus fines políticos, dedicándose a organizar exposiciones. En "La aventura dada", dice Georges Hugnet: "El 10, los espartaquistas son diezmados; el 15, Liebknecht y Rosa Luxemburgo asesinados. En Berlín y en Múnich se librarán aún otros combates, que tra el éxito pasajero de un campo o el otro, finalizarán en Baviera, en 1919, con el terror blanco, que marcará el final del período revolucionario en Alemania". Taut dimitió como presidente, siendo sustituido por Gropius, aunque finalmente se disolvieron el 30 de mayo de 1921.